# Alfred Wojciech Potocki
Alfred Wojciech Potocki (Parigi, 4 marzo 1786 – Łańcut, 23 dicembre 1862) è stato un nobile e politico polacco.

## Biografia
Era figlio dello scrittore Jan Potocki e di Julia Lubomirska.
Presto servizio nell'esercito del Granducato di Varsavia come ufficiale dal 1809 al 1815. Nel 1812 divenne aiutante del generale di brigata polacco, il principe Józef Antoni Poniatowski, e partecipò alla campagna di Napoleone Bonaparte contro la Russia; fu ferito nella battaglia di Borodino. 
Alfred Potocki fu anche consigliere segreto in Austria e ciambellano. Con l'approvazione della corte viennese, svolse molte funzioni statali nel Regno di Galizia e Lodomiria.
Dal 1861 fu deputato della Dieta nazionale in Galizia e della Camera dei signori dell'Impero austriaco.
Alfred Potocki contribuì alla modernizzazione dell'agricoltura in Galizia, dove fondò fabbriche tessili (1839-1844) e zuccherifici (1836-1841).

## Matrimonio

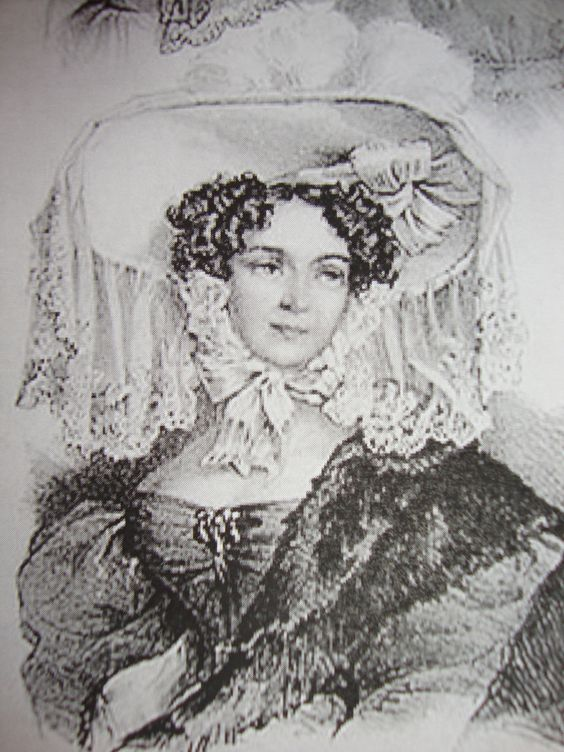
Jozefina Maria Czartoryska

Sposò, il 21 giugno 1814, Jozefina Maria Czartoryska, figlia del principe Józef Klemens Czartoryski. Ebbero quattro figli:
- Artur Potocki (1815-1834);
- Alfred Józef Potocki (1817-1889);
- Ewa Yuzefina Julia Eudoxia Potocka (1818-1895): sposò Francesco di Paola del Liechtenstein;
- Zofia Ewa Potocka (1820-1882): sposò Moritz von Dietrichstein.